# Neílton
Pour les articles homonymes, voir Neilton.
Neílton Meira Mestzk, plus connu sous le nom de Neílton est un footballeur brésilien né le 17 février 1994 à Nanuque. Il évolue au poste d'attaquant au Coritiba Football Club.

## Carrière de joueur

### Carrière en club

#### Les débuts
Né dans la petite ville mineira de Nanuque, Neílton, petite star du club de futsal d’ADC Basf Suvinil dès ses 6 ans, est repéré par le club du Santos FC. Il intègre donc le centre de formation O Rei à l'âge de 14 ans. La première saison est difficile pour le prodige mais il se fait rapidement à l'exigence du club brésilien. Il passe par les moins de 15 ans, les moins de 19 ans où il confirme lors de chaque match.
Avec les U20, il dispute notamment la Copinha qu'il remporte. Il est décisif en demi-finale où il est auteur d’un triplé et en finale avec un but marqué. Cette performance lui vaut d'être, avec son coéquipier Giva, le meilleur buteur de la compétition en 2013. Grâce à ce titre, Chelsea remarque le jeune Neílton et fait de lui sa cible. Son entraîneur chez les moins de 20 ans, Claudinei, fait de lui son joueur clé et il est récompensé par de très bonnes prestations malgré la mauvaise saison du Peixe.

#### FC Santos
Le 20 mars, Neílton est promu en équipe première. Il fait ses débuts professionnels le jour suivant, au Campeonato Paulista, face à Mirassol. Il fait ses débuts en championnat le 29 mai 2013 face à l'équipe de Botafogo. Il offre même une passe décisive à Walter Montillo mais le Santos FC s'incline 2-1.
Le 5 juin 2013, Neílton marque son premier but avec les pros lors d'une défaite 1-3 face à Criciúma. Il est auteur d'un doublé, le 13 juillet 2013, lors d'une victoire 4-1 des siens face à Portuguesa.

#### Cruzeiro
Le 5 juin 2014, le jeune prodige signe un contrat de quatre années avec Cruzeiro.